# Leonhard Thoma

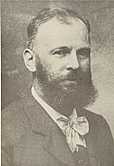
Leonhard Thoma um 1905

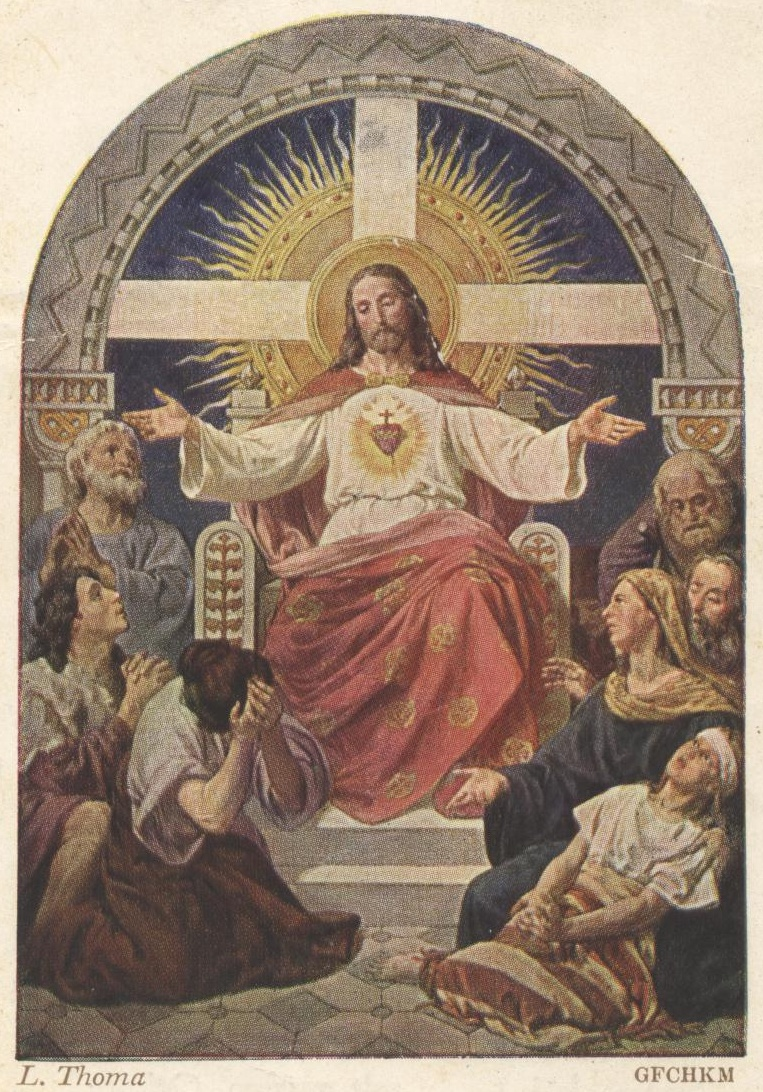
Bekanntes Herz-Jesu Bild von Leonhard Thoma für eine Kapelle in Ursberg.

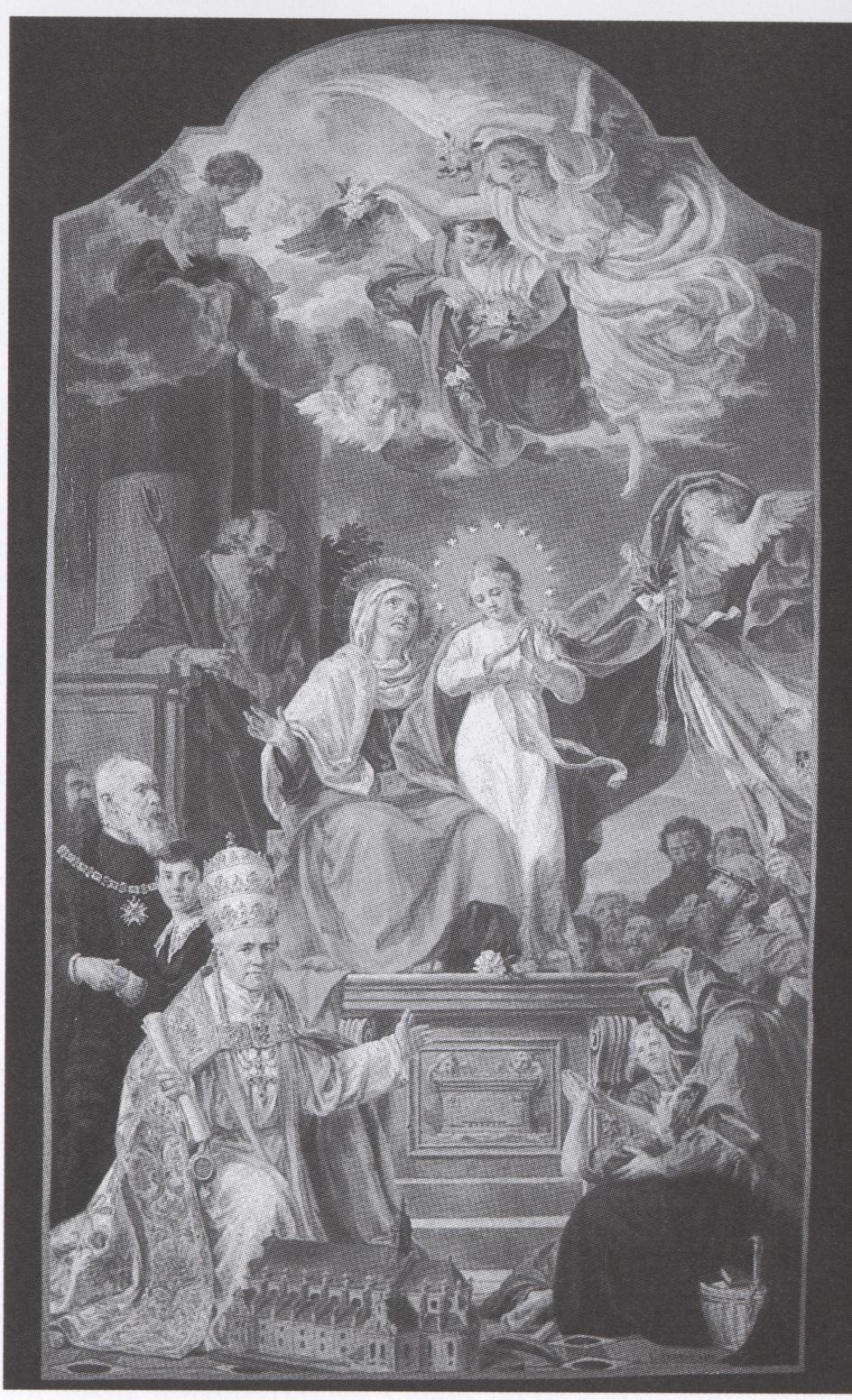
St. Anna, das berühmteste Bild von Leonhard Thoma, in Altötting, mit Prinzregent Luitpold als Nebenfigur (links)

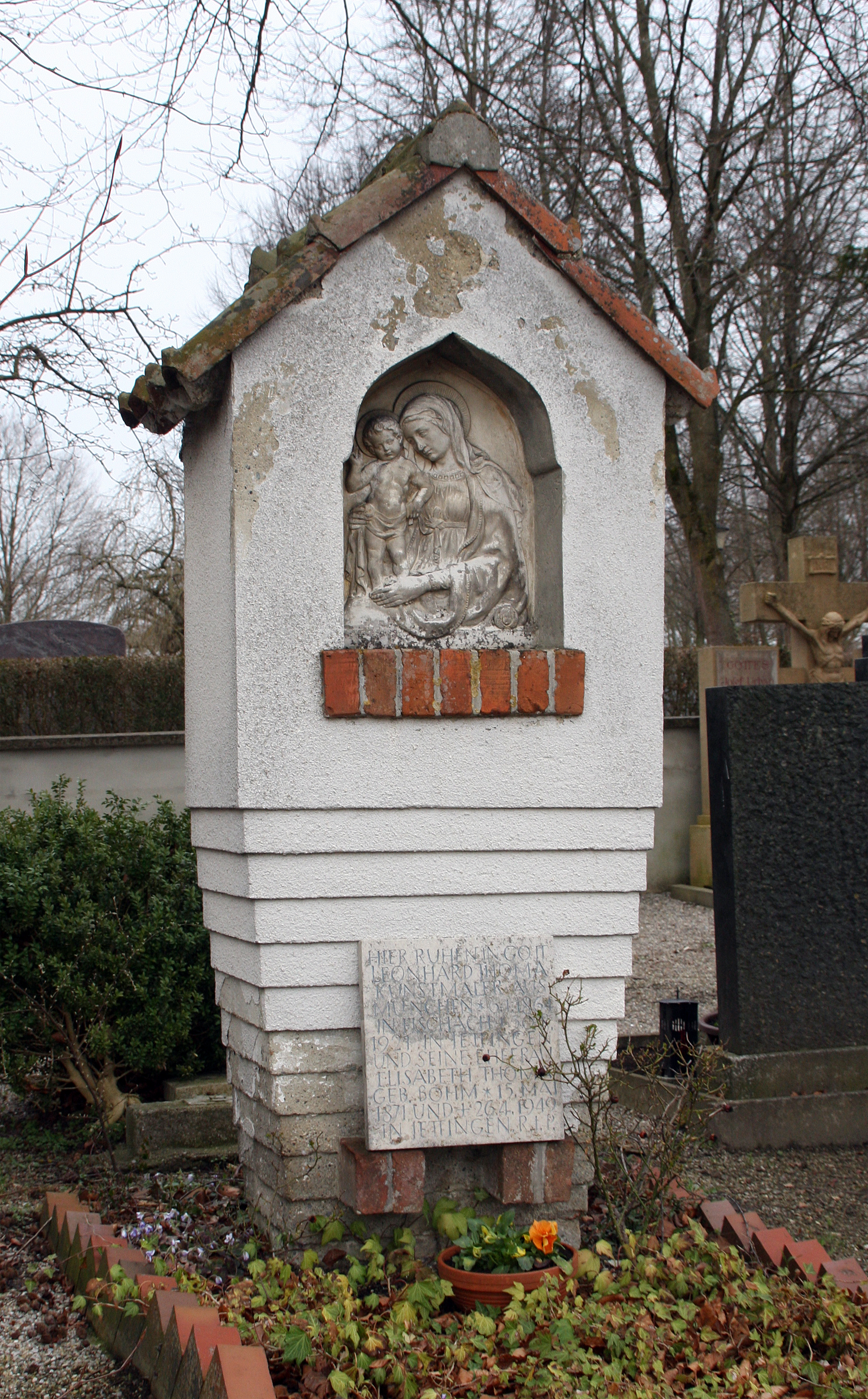
Grab von Leonhard Thoma in Jettingen

Leonhard Thoma (* 6. Januar 1864 in Fischach; † 30. August 1921 in Jettingen) war ein bayerischer Kirchenmaler des späten Nazarenerstils und des Neobarock.

## Leben und Werk
Leonhard Thoma war der Sohn des Schuhmachers Johann Michael Thoma, der im Nebenberuf auch Krippen und Votivtafeln fertigte. Dies dürfte die Berufswahl des Sohnes schon früh beeinflusst haben.
Er absolvierte bei verschiedenen Künstlern, in Augsburg, München und Wien eine Ausbildung zum Dekorationsmaler. Schon als 15-jähriger, noch Unbekannter, malte Leonhard Thoma in München ein Porträt von Franz Liszt, das später von dem Künstler Herrmann Torggler (1878–1939) kopiert und unter seinem Namen in hoher Auflage als Postkarte verkauft wurde.
1886 legte er die Aufnahmeprüfung an der Akademie der Bildenden Künste in München ab. Dort studierte er Malerei, wobei er sich das Studium durch sein Kunstschaffen verdienen musste. Thoma arbeitete damals u. a. als Restaurator und Gelegenheitsmaler, außerdem fertigte er Zeitschriften-Illustrationen für den Benziger-Verlag in Einsiedeln.
Leonhard Thoma avancierte zu einem der gefragtesten Kirchenmaler seiner Epoche in Bayern. Er malte hauptsächlich im Stil der späten Nazarener und des damals gerade aufkommenden Neobarocks.
Viele von Thomas Gemälden erlangten überregionale Bekanntheit, wie etwa sein Herz Jesu Bild „Kommet alle zu mir“, das er als Altarblatt einer Kapelle in Ursberg schuf. Es erfuhr weite Verbreitung als Andachtsbildchen und zierte oftmals die Schauseite von Erinnerungsdrucken zur Priesterweihe oder geistlichen Jubiläen.
1905 ließ Thoma die Villa Stella an der Maximilianstraße 6 in Bad Reichenhall bauen und lebte dort längere Zeit.  Die Fresken im Jugendstil schuf Thoma selbst, Fotos davon und die Entwürfe sind im Familienbesitz erhalten geblieben. An der Ostseite Madonna im Rosenhag, an den Loggien an der westlichen Straßenseite vier Genien; Rose/Margerite und Myrte/Lilie. Der Entwurf zur Villa Stella stammte vermutlich von Thomas Schwager Dominikus Böhm. Dieser entwarf auch das benachbarte Haus Sonnenschein und vermutlich auch die Villa Glücksburg (Ecke Maximilian- und Wittelsbacherstraße). Nach dem Ersten Weltkrieg verkaufte Thoma die Villa Stella an eine Fürstin des Hauses Schwarzburg-Sondershausen. Diese ließ die Villa umbauen die Loggien mit Mauerwerk verschließen. Im Zuge dieser Umbaumaßnahmen gingen auch die von Thoma geschaffenen Fresken verloren.
1912 malte er mehrere Ölbilder im Stuckrahmen im Gewölbe des Langhauses der Spitalkirche St. Johannes in Bad Reichenhall. Weitere Werke dort waren 1912 das Altarbild „Herz Jesu“ für die Kapelle der Baronin von Gumppenberg (überbaut mit Hotel Bayern Vital an der Luitpoldstraße) und Fresken in der Vorhalle der Kirche St. Georg im Ortsteil Nonn.
Sein berühmtestes Werk ist zweifelsohne das 1916 gefertigte Hochaltarbild der St.-Anna-Basilika zu Altötting, auf dem er neben der Heiligen Anna und anderen religiösen Personen, auch den Stifter des Altares, Prinzregent Luitpold von Bayern und dessen kleinen Urenkel, Erbprinz Luitpold (1901–1914) darstelle. Es wurde auch als Postkarte vertrieben und Thoma erhielt dafür eine Auszeichnung von König Ludwig III.
Leonhard Thoma war verheiratet mit Elisabeth Böhm (1871–1949) aus Jettingen, wo sich das Paar auch niedergelassen hatte. Der Künstler arbeitete bis zu seinem Lebensende als Kirchenmaler und fand in Jettingen auch seine letzte Ruhestätte. Das modern anmutende Grabmal gestaltete sein Schwager Dominikus Böhm.
Ein Bruder von Leonhard Thoma war katholischer Priester und wurde von ihm im Porträt festgehalten. Früher hatte er bereits seinen Vater in einer Zeichnung verewigt.
Im Geburtsort des Künstlers hat man als bleibendes Denkmal eine Linde im Ortszentrum nach ihm benannt.